# 튀르크 키프로스 연방주
튀르크 키프로스 연방주(튀르키예어: Kıbrıs Türk Federe Devleti, 영어: Turkish Federated State of Cyprus)은 1975년 선포되어 1983년까지 존재했던 북키프로스 지역의 실효 지배 정치체로, 국제사회가 인정하지 않았다. 터키만이 승인한 미승인국 북키프로스 튀르크 공화국으로 계승되었다.

## 역사
튀르크 키프로스 자치 정부가 설립된 이후 터키계 정부 수립 노력의 "두 번째 단계"로서 자체적인 국가를 세우기 위한 노력이 진행되었다. 1975년 2월 13일 "튀르크 키프로스 연방주" 수립안이 국민투표에 부쳐져 통과됨으로써 튀르크 키프로스 연방주가 정식으로 설립되었다. 정식 튀르크 키프로스 연방주 선포는 대통령 라우프 뎅크타슈가 튀르크 키프로스 자치 정부 의회에서 발표하였으며, 국가 수립의 목적은 "그리스계의 그리스로의 통합 시도를 저지하기 위해서"이자 "그리스계와 함께 연방제 키프로스 국가의 기초를 닦기 위해서"로 천명했다.  하지만 키프로스는 이 선언을 인정하지 않았고, 유엔 또한 안전 보장 이사회 결의 제367호를 통해 튀르크 키프로스 연방주를 "키프로스로부터의 분리 운동"으로 간주하고 유감을 표했다.
한편 자치 정부에서 국가로 정부 형태를 전환하고자 함에 따라, 헌법 작성의 필요성이 생겨났다. 1976년 북키프로스 총선거에서 53.7%를 득표해 다수당이 된 뎅크타슈의 국민통합당의 주도로 헌법을 작성하였으며, 모든 정당은 연방제 해법과 터키로부터의 안전 보장에는 동의하였으며 논쟁은 주로 이념이나 경제에 집중되었다. 반대파인 공화 터키당과 공동해방당은 대통령에 부여되는 권한이 너무 많다는 이유로 헌법에 반대하였다. 작성된 헌법은 국민투표에서 거의 100%의 찬성을 받아 통과되었다.
1983년 독립 선언을 통해 키프로스 공화국과 별개의 국가 형식을 취한 북키프로스 튀르크 공화국이 선포됨으로써 튀르크 키프로스 연방주는 소멸하였으며, 독립 선언은 유엔 안전 보장 이사회 결의 제541호를 통해 국제적으로 불법으로 간주되고 있다.

## 정치
1976년 및 1981년에 두 번 총선거가 실시되었으며, 의회 체계를 통해 국가의 문제점 해결 방안이 논의되었다.

### 통일을 위한 노력
1968년부터 1974년까지 진행된 대화에서 터키계는 중앙 정부의 권력이 약한 연방제를 주장했으나 그리스계가 거부하였다. 튀르크 키프로스 연방주가 선포된 이후 1975년 및 1976년 유엔의 보조로 대화가 재개되었으며, 1977년에는 당시 키프로스 공화국의 대통령이었던 마카리오스 3세와 라우프 뎅크타슈 사이에 회담이 개최되었다.
1977년 8월 3일 마카리오스 3세가 사망하였으며 새 대통령으로 스피로스 키프리아누가 선출되었지만 북키프로스와 터키는 터키계가 선거에 참여하지 않았으므로 키프리아누는 남쪽 그리스계만을 대표한다고 주장하며 대통령으로서 인정하지 않았다. 그럼에도 1979년 회담이 한 차례 개최되어 문제 해결을 논의하였다.

## 경제
1978년 튀르크 키프로스 연방주의 총 수입은 2,067,457,000 터키 리라, 수출은 758,453,000 터키 리라였으며, 1980년의 수입은 7,086,008,000 터키 리라, 수출은 3,345,262,000 터키 리라로 3~4배가량 증가했다.